# Hyphessobrycon amandae
Espèce
Synonymes
- Hyphessobrycon amandae

Le tétra-amande (Hyphessobrycon amandae), aussi appelé Tétra étincelle, est une espèce de poissons de la famille des Characidae.
C'est un poisson qui se rencontre en aquariophilie.

## Distribution
Cette espèce se rencontre dans le bassin du rio Araguaia au Brésil.

## Description
Petit poisson vif et grégaire d'environ 2 cm de long, Hyphessobrycon amandae est de couleur "doré", comme un noyau d'amande. C'est pour cela qu'il est très souvent appelé Tetra Amandae.

## Dimorphisme sexuel
Les femelles sont un peu plus grandes avec un ventre rond.

## En captivité
En groupe (idéal : min. 6 poissons), dans un bac planté, avec des poissons calmes et pas trop gros.
Bien que facile à maintenir en aquarium, sa reproduction en captivité est difficile et doit se faire dans un bac où les parents seront isolés.
Malgré sa taille, il nécessite un volume minimum de 60 litres et doit être maintenus par groupe de 10 minimum.

### Caractéristique de l'eau
- Température : 22-28 °C
- pH : 5,6-7,2
- Dureté : max 12° dGH
- Taille minimale de l'aquarium : 60 cm de long

### Alimentation
Omnivore à tendance plutôt carnivore, s'accommode de flocons ou de nourriture lyophilisée, bien que préférant la nourriture vivante telle que les larves de moustiques.

## Publication originale
- Géry & Uj  1987 : The ember tetra: a new pygmy characid tetra from the Rio das Mortes, Brazil, Hyphessobrycon amandae sp. n. (Pisces, Characoidei). Tropical Fish Hobbyist, vol. 35, n. 5, p. 58-65.